# Mountville (Carolina del Sud)
Mountville és una concentració de població designada pel cens dels Estats Units a l'estat de Carolina del Sud. Segons el cens del 2000 tenia 130 habitants.

## Demografia
Segons el cens del 2000, Mountville tenia 130 habitants, 51 habitatges i 41 famílies. La densitat de població era de 17,7 habitants/km².
Dels 51 habitatges en un 27,5% hi vivien nens de menys de 18 anys, en un 58,8% hi vivien parelles casades, en un 15,7% dones solteres, i en un 19,6% no eren unitats familiars. En el 13,7% dels habitatges hi vivien persones soles el 9,8% de les quals corresponia a persones de 65 anys o més que vivien soles. El nombre mitjà de persones vivint en cada habitatge era de 2,55 i el nombre mitjà de persones que vivien en cada família era de 2,78.
Per edats la població es repartia de la següent manera: un 21,5% tenia menys de 18 anys, un 5,4% entre 18 i 24, un 23,8% entre 25 i 44, un 28,5% de 45 a 60 i un 20,8% 65 anys o més.
L'edat mediana era de 42 anys. Per cada 100 dones de 18 o més anys hi havia 88,9 homes.
La renda mediana per habitatge era de 42.885 $ i la renda mediana per família de 32.083 $. Els homes tenien una renda mediana de 38.750 $ mentre que les dones 31.250 $. La renda per capita de la població era de 20.498 $. Entorn del 17,4% de les famílies i el 18% de la població estaven per davall del llindar de pobresa.

## Poblacions més properes
El següent diagrama mostra les poblacions més properes.